# Elisabeth Wieseová
Elisabeth Wieseová (1850 – 2. února 1905) byla německá sériová vražedkyně z Hamburku, odsouzená a popravená za zabití pěti dětí.